# Meredith Grey
Meredith Grey – fikcyjna postać, główna bohaterka serialu Chirurdzy stacji ABC. Odgrywana jest przez Ellen Pompeo, a została stworzona przez Shondę Rhimes.

## Opis postaci
Ukończyła Dartmouth College, jest córką Ellis Grey, słynnej lekarki oraz innowacyjnej chirurżki. Meredith miała trudne i skomplikowane relacje z matką, która cierpiała ze względu na zaawansowane stadium choroby Alzheimera i zmarła pod koniec 3. sezonu. Jej ojciec, Thatcher, zostawił rodzinę, gdy była jeszcze dzieckiem (miała około pięciu lat) i rozpoczął życie z nową żoną, Susan Grey.
Meredith jest protestantką.

## Historia postaci
W noc przed rozpoczęciem praktyki stażysty w Seattle, Grey przeżywa upojne chwile z mężczyzną, którego poznała w barze. Nazajutrz odkrywa, że tym mężczyzną jest Derek Shepherd – nowy neurochirurg, a zarazem jej przełożony. Zakochują się w sobie, a ich związek zaczyna się rozwijać. Pod koniec pierwszego sezonu Meredith dowiaduje się, że Shepherd ma żonę, kiedy ta przyjeżdża do Seattle.
W drugim sezonie serialu Derek zostawia ją, by pogodzić się ze swoją żoną Addison. Te wydarzenia ją ranią, choć stara się pozostać w przyjaźni z Shepherdem. Zaczyna spotykać się z Finnem. Zauroczenie Grey i Dereka jest jednak na tyle silne, że kończy się ich ponownym zejściem. Meredith nie jest pewna, czy chce odnawiać tę znajomość ze względu na wcześniejsze wydarzenia. Musi wybrać pomiędzy Finnem a Derekiem. Wybiera Dereka, chociaż wciąż ma problemy z zaangażowaniem się w związek. Matka Meredith odzyskuje nagle pamięć, lecz po kilku dniach umiera. Podczas wypadku promu Meredith pomaga ofierze rannej w nogę, która w ataku paniki zrzuca ją do wody. Walczy by pozostać na powierzchni i dopłynąć do brzegu, ostatecznie jednak poddaje się i ulega zimnej wodzie. Zostaje wyłowiona przez Dereka i odratowana dzięki staraniom wszystkich lekarzy w Seattle Grace. W stanie śmierci klinicznej spotyka Dylana Younga, Denny’ego Duquette’a oraz swoją matkę Ellis, którzy namawiają ją, by walczyła o swoje życie.
Thatcher (jej ojciec) i Susan Grey próbują zbliżyć się do Meredith po śmierci jej matki. W czasie kolacji, Susan wyznaje, że czuje się winna, że Thatcher nie utrzymywał kontaktu z Meredith w czasie jej dzieciństwa. Wkrótce po tym spotkaniu Susan umiera z powodu dolegliwości rozpoznanej wstępnie jako czkawka. Thatcher obwinia Meredith za jej śmierć, w czasie rozmowy policzkuje swoją córkę i zabrania jej pojawienia się na pogrzebie.
Meredith przeprowadza skomplikowaną operację po powrocie do pracy, mając nadzieję, że jej matka byłaby z niej dumna. Jednak ostatnie wydarzenia, śmierć Susan i konfrontacja z ojcem-alkoholikiem, powodują, że Meredith nie zapisuje nic w czasie egzaminu, który ma zaważyć o jej karierze. Pozostali stażyści wstawiają się za nią przed szefem Webberem, który organizuje powtórny egzamin dla Meredith, który zdaje z sukcesem.
W czasie gdy Meredith pomaga Cristinie przygotować się do ślubu, Derek rozpoczyna trudną rozmowę dotyczącą zaangażowania Meredith w związek, oświadczając przy tym, że jest miłością jego życia. Tłumaczy jednak, że nie jest w stanie jej zaufać po tym, gdy nie walczyła o swoje życie. Po zerwanym ślubie doktora Burke’a i Cristiny, Meredith pomaga zszokowanej przyjaciółce. Przyszłość związku z Derekiem pozostaje niewiadoma.
W czwartym sezonie Meredith zostaje rezydentką. Poznaje swoją przyrodnią siostrę- Lexie Grey, która zaczyna staż w tym samym szpitalu. Ma problemy z nawiązaniu z nią bliższego kontaktu. Ona i Derek rozstają się, ponieważ nie jest gotowa na stały związek. Na horyzoncie pojawia się Rose, pielęgniarka, która nadzoruje operacje neurochirurgiczne. Ona i Derek zaczynają się spotykać. Meredith, która nie może się z tym pogodzić, chodzi na terapię. W tym samym czasie prowadzi badania kliniczne nad innowacyjnym sposobem na niszczenie specyficznych guzów mózgu razem z Shepherdem. W finale sezonu Meredith buduje dom ze świec w pobliżu domu Dereka, pokazując mu w ten sposób, że jest gotowa na stały związek. Derek kończy swój związek z Rose.
W piątym sezonie, wspólne życie i jej związek z Derekiem rozwijają się – Shepherd wprowadza się do Meredith. W czasie porządków i robienia miejsca dla niego, Meredith znajduje pamiętniki matki – notatki dotyczą głównie operacji, ale też romansu Ellis z Richardem. Meredith prosi o przeczytanie pamiętników Cristinę. Ich wspólne, nocne rozmowy irytują Dereka, który jest zazdrosny. Pewnego dnia, niespodziewanie, do domu Mer przyjeżdża jej dawna przyjaciółka – Sadie Harris. Meredith angażuje się w odnowienie stosunków z dawną przyjaciółką, ale mimo to trzeźwo myśli na stanowisku rezydenta. W międzyczasie kłóci się z Cristiną. Po załamaniu Dereka (w związku ze śmiercią pacjenta) i jego powrocie do pracy, z sukcesem oświadcza jej się on w szpitalnej windzie. Grey źle się czuje, gdy Izzie każe przymierzać jej suknie ślubne, ale robi to ze względu na śmiertelną chorobę przyjaciółki. Gdy Derek mówi, że jego świadkiem będzie Richard, nie reaguje ona dobrze – wciąż jest zła za to, że Webber miał romans z jej matką. Wdaje się w kłótnię z szefem – oskarża go, że traktuje ją jak córkę, a nie rezydenta. Meredith, wbrew szefowi, namawia pacjentkę na odejście od męża i zgodnie z ultimatum jakie postawił jej Richard chce odejść z pracy. Szef tłumaczy jej co zaszło między nim a jej matką. Gdy nadchodzi dzień ślubu, jest zdenerwowana – jej nerwy ulatują, gdy w prezencie ślubnym dostaje od Dereka solową operację. Do ślubu nie dochodzi – postanawia, aby ten dzień nie był dniem ślubu jej i Dereka, a Alexa i Izzie.
W 6 sezonie Meredith wychodzi za Dereka. Spisują przysięgę na małej karteczce. Jej mąż zostaje Szefem Oddziału Chirurgii. Meredith w wyjątkowych okolicznościach oddaje swojemu ojcu połowę wątroby. Dzięki temu znacznie polepszają się jej relacje z przyrodnią siostrą – Lexie. Pod koniec sezonu dowiaduje się, że jest w ciąży. Jednak po strzelaninie w szpitalu poroniła. Derek zostaje postrzelony w serce i jego stan jest krytyczny.
W siódmym sezonie leczy się u Andrew Perkinsa, z powodu traumy po strzelaninie. Bardzo długo nie dostaje zgody na operację. Otrzymuje ją, dopiero gdy mówi mężowi o poronieniu. Pozwala mieszkać w swoim mieszkaniu innym rezydentom, m.in. April Kepner i Jacksonowi Avery’emu. Wspólnie z Derekiem, starają się o dziecko, jednak po poronieniu zajście w ciążę jest utrudnione. Meredith zażywa leki, ale osłabia się jej wzrok. Prowadzi ona również badania kliniczne nad chorobą Alzheimera. Wkrótce potem na badania dostaje się Adele Webber, której chorobę Meredith zdiagnozowała jako pierwsza. Ponieważ Grey bardzo chce jej pomóc – podmienia placebo w kopercie na prawdziwy lek. Kiedy do szpitala zostają przywiezione dzieci z Afryki, Meredith i Derek postanawiają adoptować jedno z nich – dziewczynkę o imieniu Zola. Z tego powodu, biorą formalny ślub w Urzędzie Stanu Cywilnego. W finale siódmego sezonu Alex mówi Huntowi, że Meredith namieszała w badaniach. Grey zostaje zawieszona, a jej związek z Derekiem legł w gruzach. Ostatecznie winę lekarki bierze na siebie dr Webber, który wiedział, że kobieta chciała jedynie pomóc jego żonie, a nie zaszkodzić badaniom.
Wkrótce potem pracownica socjalna przyznaje Meredith opiekę nad Zolą. Meredith, aby ratować swój związek z Derekiem, postanawia nie mieszać życia zawodowego z życiem prywatnym. Ma duży dylemat z powodu wyboru specjalizacji. W finale ósmego sezonu bierze udział w katastrofie lotniczej, w wyniku której ginie jej siostra Lexie oraz Mark Sloan
W sezonie dziewiątym Meredith cierpi po stracie przyrodniej siostry. Dużym powodem do zmartwienia jest też nie w pełni sprawna ręka Dereka, przez którą chirurg nie może operować. Dzięki jej determinacji Derek zgadza się poddać kolejnej operacji. Okazuje się też, że Meredith – mimo poważnych problemów z zajściem w ciążę – spodziewa się dziecka. Bardzo boi się, że może znowu poronić, dlatego o swym błogosławionym stanie nie mówi nikomu poza Derekiem, a potem także jednej z jego sióstr (tylko dlatego, że była ona dawcą nerwu dla Dereka). Z powodu katastrofy samolotu wraz z innymi poszkodowanymi otrzymuje spore odszkodowanie, które, jak się okazuje, musi wypłacić szpital, co doprowadza do jego bankructwa. Wraz z grupą lekarzy i pomocą Fundacji Harpera-Avery'ego wykupują szpital, żeby zapobiec zamknięciu i stają na czele jego zarządu. Pod koniec dziewiątego sezonu Meredith prawie traci życie z powodu powikłań po upadku i skomplikowanym porodzie. Na świat przychodzi syn jej i Dereka – Bailey Shepherd.
W dziesiątym sezonie stara się pogodzić życie rodzinne z karierą chirurga. Derek proponuje, że poświęci więcej czasu dzieciom, aby mogła się rozwijać. Grey zaczyna badania dotyczące drukowania żył głównych w 3D. Jest zazdrosna o Cristinę, której badania przynoszą lepsze rezultaty co doprowadza do kłótni dwóch przyjaciółek. Zdają sobie sprawę, że przez parę lat stały się zupełnie innymi ludźmi, a ich priorytety znacznie się różnią. Godzą się dopiero na ślubie April Kepner. Tymczasowo wprowadza się do nich siostra Dereka, Amy. Początkowo ma operować z Derekiem jednego pacjenta, jednak decyduje się zostać i przejąć pacjentów Sheparda zajętego badaniami nad mapowaniem mózgu.Tymczasem Derek dostaje pracę w Waszyngtonie. Chce, aby cała rodzina się tam przeprowadziła, załatwia tam również pracę Meredith. Gdy wszelkie papiery są przygotowane okazuje się, że Grey postanawia zostać w Seattle.
W jedenastym sezonie Derek zostaje zatrudniony przez rząd przy prestiżowym projekcie neurochirurgicznym i przeprowadza się do Waszyngtonu. Meredith źle znosi rozłąkę z mężem, zamieszkuje z nią siostra Dereka – Amelia Shepherd, która zostaje nowym szefem neurochirurgii w Grey Sloan Memorial (na miejsce Dereka). W pewnym momencie Derek zaczyna tęsknić za domem i rodziną i postanawia zrezygnować z projektu i wrócić do Seattle. Kiedy jest już  w drodze do domu, na skutek tragicznego wypadku samochodowego trafia do szpitala, w którym przez błąd lekarzy wchodzi w śmierć mózgową. Meredith musi zdecydować o odłączeniu go od aparatury. Derek umiera. Po pogrzebie Meredith wyjeżdża z dziećmi i znika z Seattle na prawie rok. Nikt nie wie co się z nią dzieje i gdzie jest, nie odbiera telefonów od przyjaciół. W końcu Alex Karev otrzymuje telefon i przywozi do domu Meredith, Zolę, małego Baileya i – jak się okazuje – malutką córkę Meredith i Dereka – Ellis. Meredith nie potrafi się odnaleźć w domu na wzgórzu, w którym wszystko przypomina jej męża, dlatego Alex postanawia odsprzedać jej dom jej matki.
W sezonie 12. Meredith mieszka z Maggie i Amelią. Zaczyna umawiać się na randki z lekarzem poznanym przy operacji, jaką zespół lekarzy z Grey Sloan przeprowadza w szpitalu wojskowym. Jednak po wspólnie spędzonej nocy wyrzuca go z domu i stwierdza, że nie jest jeszcze gotowa. Pod koniec sezonu całuje się z Riggsem, kardiochirurgiem którego nienawidzi Hunt. Na ślubie Hunta pomaga uciec Amelii, jednak wracają na czas zaślubin.